# Хорія (комуна, Констанца)
Хорія (рум. Horia) — комуна у повіті Констанца в Румунії. До складу комуни входять такі села (дані про населення за 2002 рік):
- Клошка (129 осіб)
- Тікілешть (393 особи)
- Хорія (762 особи) — адміністративний центр комуни

Комуна розташована на відстані 162 км на схід від Бухареста, 65 км на північний захід від Констанци, 88 км на південь від Галаца.

## Населення
За даними перепису населення 2002 року у комуні проживали 1284 особи, усі — румуни. За віросповіданням усі жителі комуни — православні.
Рідною мовою назвали:
| Мова      | Кількість осіб | Відсоток |
| --------- | -------------- | -------- |
| румунська | 1283           | 99,9%    |
| німецька  | 1              | 0,1%     |

## Зовнішні посилання
- Дані про комуну Хорія на сайті Ghidul Primăriilor [Архівовано 10 січня 2012 у Wayback Machine.]